# 民生物產
民生物產（全稱臺灣民生物產公司）是中國國民黨在香港營辦的百貨公司，轉投資由港臺貿易有限公司營辦，董事長為香港富商何東三子何世禮將軍（身兼中國國民黨中評會主席團成員），其他股東還有包括總統府秘書長張群、港區立法委員徐亨等，主要售賣台灣產品，並有專櫃售賣中華民國國旗。總店設在何東家族物業的尖沙咀彌敦道東英大廈，於1966年11月12日開業。但在香港主權移交前奉中國國民黨李登輝主席諭，已漸漸淡出香港市場，在荃灣店結束後，香港再無臺資國營百貨商店。

## 曾有分店
- 九龍尖沙咀彌敦道100號東英大廈
- 九龍旺角荔枝角道22號東興大廈
- 香港北角英皇道135至143號
- 香港灣仔莊士敦道22號東生大廈
- 香港銅鑼灣波斯富街(今銅鑼灣廣場2期)
- 新界荃灣青山公路（現為季季紅酒家）

## 另見
- 國貨公司
- 勞工大廈

## 資料來源
1. ↑  工商日報，1966年11月11日，第6頁

## 外部連結
- 國民黨營事業 加速撤離香港[永久]
- 台灣民生百貨 （页面存档备份，存于） 討論
- 台灣民生百貨有限公司 （页面存档备份，存于）